# State of Origin 1998
Die State of Origin Series 1998 waren die 19. Ausgabe des Rugby-League-Turniers State of Origin. Es bestand aus drei Spielen, die zwischen dem 22. Mai und dem 19. Juni stattfanden. Queensland gewann die Series 2-1.

## Spiel 1
| 22. Mai | New South Wales Blues                                                                            | 23 : 24        | Queensland Maroons                                                  | Sydney Football Stadium, Sydney Zuschauer: 36.070 Schiedsrichter: Bill Harrigan |
| 22. Mai | Versuche: Brasher, Daley, Fittler, Menzies, Wishart Erhöhungen: Johns (1/5) Dropgoals: Johns (1) | (13:6) Bericht | Versuche: Carroll, Langer, Price, Walters Erhöhungen: Lockyer (4/4) | Sydney Football Stadium, Sydney Zuschauer: 36.070 Schiedsrichter: Bill Harrigan |

| 1                  | Tim Brasher          |
| 2                  | Rod Wishart          |
| 3                  | Andrew Ettingshausen |
| 4                  | Terry Hill           |
| 5                  | Adam MacDougall      |
| 6                  | Laurie Daley         |
| 7                  | Andrew Johns         |
| 8                  | Rodney Howe          |
| 9                  | Geoff Toovey         |
| 10                 | Paul Harragon        |
| 11                 | Dean Pay             |
| 12                 | Nik Kosef            |
| 13                 | Brad Fittler         |
| Auswechselspieler: |                      |
| 14                 | David Barnhill       |
| 15                 | Steve Menzies        |
| 16                 | Matthew Johns        |

| 1                  | Darren Lockyer     |
| 2                  | Wendell Sailor     |
| 3                  | Steve Renouf       |
| 4                  | Darren Smith       |
| 5                  | Matt Sing          |
| 6                  | Kevin Walters      |
| 7                  | Allan Langer       |
| 8                  | Shane Webcke       |
| 9                  | Jason Hetherington |
| 10                 | Gary Larson        |
| 11                 | Wayne Bartrim      |
| 12                 | Jason Smith        |
| 13                 | Peter Ryan         |
| Auswechselspieler: |                    |
| 14                 | Steve Price        |
| 15                 | Martin Lang        |
| 16                 | Ben Ikin           |
| 17                 | Tonie Carroll      |

## Spiel 2
| 5. Juni | Queensland Maroons                               | 10 : 26        | New South Wales Blues                                                        | Suncorp Stadium, Brisbane Zuschauer: 40.447 Schiedsrichter: Bill Harrigan |
| 5. Juni | Versuche: Sailor, Sing Erhöhungen: Lockyer (1/2) | (6:20) Bericht | Versuche: McGregor (2), Brasher, Fittler, MacDougall Erhöhungen: Johns (3/5) | Suncorp Stadium, Brisbane Zuschauer: 40.447 Schiedsrichter: Bill Harrigan |

| 1                  | Darren Lockyer     |
| 2                  | Wendell Sailor     |
| 3                  | Steve Renouf       |
| 4                  | Darren Smith       |
| 5                  | Matt Sing          |
| 6                  | Kevin Walters      |
| 7                  | Allan Langer       |
| 8                  | Shane Webcke       |
| 9                  | Jason Hetherington |
| 10                 | Gary Larson        |
| 11                 | Gorden Tallis      |
| 12                 | Brad Thorn         |
| 13                 | Wayne Bartrim      |
| Auswechselspieler: |                    |
| 14                 | Steve Price        |
| 15                 | Martin Lang        |
| 16                 | Ben Ikin           |
| 17                 | Tonie Carroll      |

| 1                  | Tim Brasher          |
| 2                  | Rod Wishart          |
| 3                  | Paul McGregor        |
| 4                  | Terry Hill           |
| 5                  | Adam MacDougall      |
| 6                  | Laurie Daley         |
| 7                  | Andrew Johns         |
| 8                  | Rodney Howe          |
| 9                  | Geoff Toovey         |
| 10                 | Paul Harragon        |
| 11                 | Dean Pay             |
| 12                 | David Barnhill       |
| 13                 | Brad Fittler         |
| Auswechselspieler: |                      |
| 14                 | Glenn Lazarus        |
| 15                 | Andrew Ettingshausen |
| 16                 | Nik Kosef            |
| 17                 | Steve Menzies        |

## Spiel 3
| 19. Juni | New South Wales Blues | 4 : 19         | Queensland Maroons                                                                           | Sydney Football Stadium, Sydney Zuschauer: 38.952 Schiedsrichter: Bill Harrigan |
| 19. Juni | Versuche: McGuinness  | (4:12) Bericht | Versuche: Ikin, Langer, Walters Erhöhungen: Lockyer (2/2) O’Davis (1/1) Dropgoals: Smith (1) | Sydney Football Stadium, Sydney Zuschauer: 38.952 Schiedsrichter: Bill Harrigan |

| 1                  | Tim Brasher      |
| 2                  | Rod Wishart      |
| 3                  | Laurie Daley     |
| 4                  | Terry Hill       |
| 5                  | Adam MacDougall  |
| 6                  | Brad Fittler     |
| 7                  | Andrew Johns     |
| 8                  | Glenn Lazarus    |
| 9                  | Matthew Johns    |
| 10                 | Tony Butterfield |
| 11                 | David Furner     |
| 12                 | David Barnhill   |
| 13                 | Jim Dymock       |
| Auswechselspieler: |                  |
| 14                 | Robbie Kearns    |
| 15                 | Ken McGuinness   |
| 16                 | Dean Pay         |
| 17                 | Steve Menzies    |

| 1                  | Darren Lockyer |
| 2                  | Robbie O’Davis |
| 3                  | Steve Renouf   |
| 4                  | Ben Ikin       |
| 5                  | Wendell Sailor |
| 6                  | Kevin Walters  |
| 7                  | Allan Langer   |
| 8                  | Shane Webcke   |
| 9                  | Jamie Goddard  |
| 10                 | Gary Larson    |
| 11                 | Gorden Tallis  |
| 12                 | Jason Smith    |
| 13                 | Darren Smith   |
| Auswechselspieler: |                |
| 14                 | Steve Price    |
| 15                 | Matt Sing      |
| 16                 | Peter Ryan     |
| 17                 | Andrew Gee     |

## Man of the Match
| Spiel | Man of the Match |
| ----- | ---------------- |
| 1     | Allan Langer     |
| 2     | Rodney Howe      |
| 3     | Shane Webcke     |